# Zeche Dannenbaum
Die Zeche Dannenbaum war ein Steinkohlebergwerk im Bochumer Stadtteil Laer. Das Bergwerk wurde bis 1865 auch mit den Namen Zeche Tannenbaum oder Zeche Tannebaum bezeichnet. Zeitweise wurden auf dem Bergwerk auch Eisenerze gewonnen. Das Bergwerk wurde im 18. Jahrhundert zunächst als Stollenbergwerk betrieben. Die Zeche Dannenbaum gehörte zu den Gründungsmitgliedern des Rheinisch-Westfälischen Kohlen-Syndikats.

## Geschichte

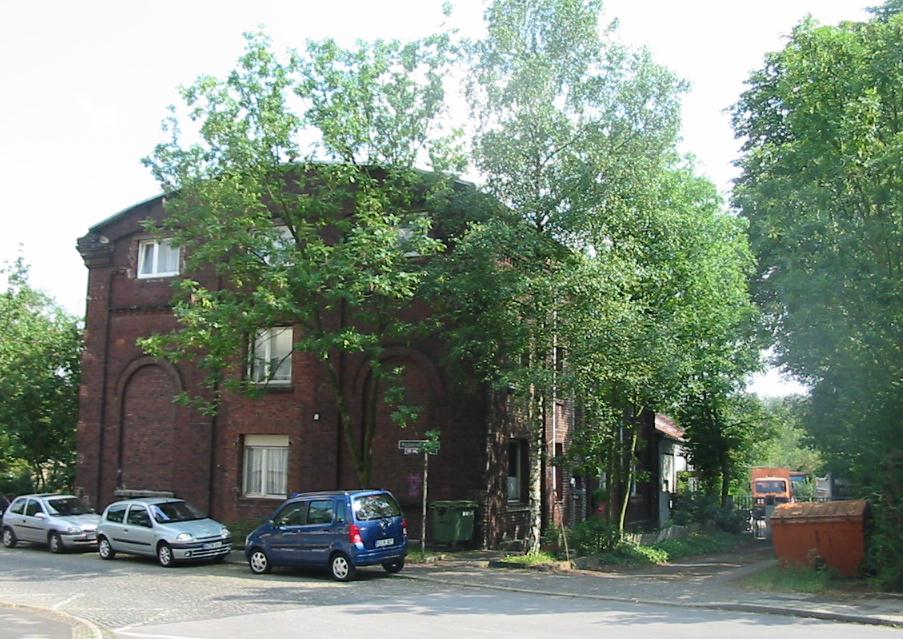
Ehem. Fördermaschinenhaus der Schachtanlage Dannenbaum II

### Die Anfänge
Der Bergbau im Grubenfeld der Zeche Dannenbaum bestand seit 1736. Zu dieser Zeit war der Oberstollen im Bereich der heutigen Alarichstraße in Betrieb. Im Jahr 1755 gab es Probleme mit dem Bergamt Schwerte, so verlangte die Behörde den Nachweis über die Belehnungsansprüche. Im darauffolgenden Jahr waren die Kohlenvorräte fast abgebaut. Da der in 1755 geforderte Nachweis über die Abbauberechtigung von den Bergwerkseigentümern noch immer nicht erbracht worden war, untersagte die Bergbehörde den weiteren Betrieb des Bergwerks. Im Jahr 1758 war der Stollen mittlerweile stark verbrochen. Im darauffolgenden Jahr wurde der alte Schacht im Dannenberger Siepen bis auf eine Teufe von 20 Fuß wieder repariert. Allerdings konnte man ab dieser Teufe nicht weiterarbeiten, da die Bergbehörde den weiteren Betrieb verbot. Im Jahr 1774 wurde der Oberstollen weiter in nördlicher Richtung aufgefahren und erneut mit dem Abbau begonnen. Im selben Jahr wurde eine Mutung auf ein angefahrenes Flöz eingelegt. In diesem Flöz war früher schon abgebaut worden. Im Jahr 1775 wurde ein Mutschacht abgeteuft. Der Schacht wurde bis in ein bereits früher über den Oberstollen abgebautes Flöz abgeteuft. Im Jahr darauf wurde in geringfügigem Umfang abgebaut, im Laufe des Jahres wurde der Betrieb eingestellt.
Im Jahr 1783 wurde ein Längenfeld vermessen. Im darauffolgenden Jahr wurde der Betrieb im Oberstollen erneut aufgenommen. Im Jahr 1785 wurde durch die Bergbehörde ein Abbauverbot ausgesprochen. Im selben Jahr wurde eine Mutung für einen Erbstollen eingelegt. Der Erbstollen wurde im Bereich der Grenze zwischen dem Opel Werk I und der Markstraße angelegt. Er wurde fünf Lachter tiefer als der Oberstollen in nördlicher Richtung aufgefahren. Noch im selben Jahr wurde die Mutung aus dem Jahr 1774 vermessen. Im Jahr 1788 wurde die Auffahrung des Erbstollens eingestellt. Im Jahr 1790 wurde das Erbstollenrecht verliehen. Die Auffahrung des Stollens wurde weiter betrieben und das Grubenfeld wurde ausgerichtet. Im Jahr 1793 wurde die Abbaugenehmigung für den Erbstollen erteilt. Noch im selben Jahr wurde der Betrieb aufgenommen. Im Jahr 1796 wurde im Bereich von Schacht 1 abgebaut. Im Jahr 1800 waren die Schächte 3, 4 und 5 in Betrieb. Im Jahr 1805 waren der Schacht 2, der Schacht 8, der Schacht Friedrich und der Schacht Glückauf in Betrieb. Im Jahr 1810 waren die Schächte Andreas, Ramp und Christian in Betrieb. Im Jahr 1820 war der Schacht Leite in Betrieb. Im Jahr 1822 hatte der Erbstollen mittlerweile eine Länge von 900 Metern erreicht. Die Schächte August und Leite waren in diesem Jahr in Betrieb. Zu diesem Zeitpunkt waren die Kohlenvorräte oberhalb der Erbstollensohle fast abgebaut. 1825 wurde bereits unter der Stollensohle im Unterwerksbau Abbau betrieben. Im Jahr 1828 wurden drei Längenfelder verliehen. Im Jahr 1830 wurde der Schacht Syberg abgeteuft. Im Jahr 1835 waren der Schacht August und der Schacht Hoffnung in Betrieb.

### Der weitere Ausbau
Im Jahr 1840 wurde das Grubenfeld weiter ausgerichtet. Das Bergwerk gehörte zu dieser Zeit zum Bergrevier Westlich Witten. Im selben Jahr waren die Schächte Friederica, Wetterschacht und Hoffnung in Betrieb. Südlich vom Schacht Hoffnung wurde ein alter Schacht bis auf das Flöz No. 28 bis zur Stollensohle tiefer geteuft. Der Schacht hatte danach eine Teufe von 13 1/2 Lachtern. Von der Teufe waren die ersten sieben Lachter seiger und die restliche Teufe tonnlägig mit einem Einfallen von 74,8 Gon geteuft worden. Im Jahr 1843 wurde bereits 20 Meter unterhalb der Stollensohle im Unterwerksbau abgebaut. Im Jahr 1846 wurde eine Vereinbarung getroffen, aufgrund derer die Berechtsame der Zeche Isabella durch den Dannenbaum Erbstollen aufgeschlossen werden sollte. Es kam jedoch nicht zur Konsolidierung beider Bergwerke. Im Jahr darauf waren die Schächte August, Hoffnung, Syberg, Wetterschacht, Förderschacht und Versuchsschacht in Betrieb. Es wurde ein Erbstollenquerschlag in südlicher Richtung aufgefahren. Im Jahr 1848 wurde im Feld Isabella mit dem Abbau begonnen, gefördert wurde am Förderschacht Agnes. Um die Bauwürdigkeit der Lagerstätte im Dannenbaumer Nordfeld zu untersuchen, wurden die Schächte Anna und Lina geteuft. Schacht Anna wurde bis auf eine Teufe von zehn Lachter und Schacht Lina bis auf eine Teufe von 4 1/2 Lachter geteuft. Im Jahr 1849 wurde der Abbau im Feld Isabella eingestellt, Grund hierfür waren schlechte Verhältnisse. Im Feld Isabella fanden nur noch Vorrichtungsarbeiten statt. Am 23. Februar desselben Jahres wurden die Geviertfelder Dannenbaum und Schöne Schwester als Beilehn verliehen. Außerdem wurde die Erzberechtsame Elise verliehen. Im Jahr 1851 wurde der Betrieb im gesamten Stollenfeld eingestellt.

### Der Übergang zum Tiefbau
Im Jahr 1859 wurde mit dem Übergang zum Tiefbau begonnen. Hierfür wurden die Teufarbeiten für den Schacht Schiller begonnen. Der Schacht wurde südlich der heutigen Dannenbaumstraße, neben Schacht Hercules, angesetzt. Der Schacht wurde noch im selben Jahr auf eine Teufe von 13 1/2 Lachter geteuft. Das Karbon wurde bei den Teufarbeiten bereits bei einer Teufe von zehn Metern erreicht. Im Jahr 1861 wurde bei einer Teufe von 74 Metern (+ 46 m NN) die 1. Sohle, als Wettersohle, angesetzt. Noch im selben Jahr wurde im Schacht Schiller mit der Förderung begonnen. Außerdem wurde in diesem Jahr eine Pferdebahn zum Bahnhof Langendreer der Bergisch-Märkischen Eisenbahn-Gesellschaft (BME) in Betrieb genommen. Ab 5. Oktober 1862 wurden die Pferde durch Lokomotiven ersetzt. Bereits im Jahr 1862 wurden die Teufarbeiten im Schacht Schiller wieder aufgenommen und der Schacht wurde tiefer geteuft. Grund für diese Maßnahme war das Flöz No. 34. Dieses Flöz, das sich oberhalb der Wettersohle befand, hatte eine geringere Mächtigkeit als zuvor angenommen. Das Bergwerk gehörte zu diesem Zeitpunkt zum Revier Dahlhausen.
Im Jahr 1863 wurde im Schacht Schiller bei einer Teufe von 145 Metern (- 25 m NN) die 2. Sohle als 1. Tiefbausohle, angesetzt. Anschließend wurde bei einer Teufe von 71 Lachtern der Sumpfquerschlag angesetzt. Auf der Wettersohle wurde der südliche Querschlag um 10 1/2 Lachter weiter aufgefahren. Dabei wurde ein Flöz mit einer Mächtigkeit von 21 Zoll überfahren. Der Betrieb, der aus dem nördlichen Querschlag angesetzt worden war, wurde zur Ausrichtung des Flözes Nr. 34 weiter fortgeführt. Das Flöz 34 hatte eine Mächtigkeit von 72 Zoll und wurde noch im selben Jahr erreicht. Außerdem wurde im selben Jahr eine Kokerei in Betrieb genommen. Ab dem Jahr 1865 wurde mit dem Abbau von Kohleneisenstein begonnen. Im selben Jahr wurde die Erlaubnis für die Seilfahrt im Schacht Schiller erteilt. Die Gewerkschaft „Dannenbaum“ wurde 1868 gegründet. Im selben Jahr wurde die Zeche Isabella erworben und zur Zeche Dannenbaum konsolidiert. Im Jahr 1869 wurde am Schacht Schiller eine maschinelle Kohlenseparationsanlage mit Kohlenquetschwerk und Kohlenwäsche in Betrieb genommen. Im selben Jahr wurde der Abbau auf der Isabella-Stollensohle eingestellt. Außerdem wurde mit dem Bau der Ladevorrichtung begonnen. Ebenfalls wurde vom Schacht Schiller die Pferdebahn bis zum Bahnhof Laer der BME verlängert. Im Jahr 1871 wurde mit dem Lokomotivbetrieb begonnen. An ihre Stelle trat 1875 die Anschlussbahn an die Strecke Langendreer – Dahlhausen der BME. Im Jahr 1872 wurde das unverritzte Feld Amatus erworben, das Feld hatte eine Größe von 0,7 km2.

### Der weitere Betrieb
Im Jahr 1873 wurde die Gewerkschaft Dannenbaum in eine Aktiengesellschaft mit dem Namen Bergwerks-Gesellschaft Dannenbaum umgewandelt. Im selben Jahr wurde das Teilfeld von Amatus an die Zeche Friederika abgegeben. Der Schacht Schiller wurde umbenannt in Schacht Dannenbaum I. Außerdem wurde mit den Teufarbeiten für den Schacht 2 begonnen. Der Schacht wurde im Feld Amatus südlich der heutigen Paulstraße in Bochum-Wiemelhausen angesetzt. Der Schacht befand sich somit 1,3 Kilometer westlich von Schacht Dannenbaum I. Im Jahr 1874 erreichte der Schacht Dannenbaum II bei einer Teufe von 20 Metern das Karbon. Noch im selben Jahr wurde bei einer Teufe von 53 Metern (+ 69 m NN) die 1. Sohle angesetzt. Bei einer Teufe von 132 Metern (- 11 m NN) erfolgte der Durchschlag mit der 2. Sohle. Im Jahr 1875 wurden am Schacht Dannenbaum I die Teufarbeiten wieder aufgenommen und der Schacht wurde tiefer geteuft. Bei einer Teufe von 228 Metern (- 108 m NN) wurde die 3. Sohle angesetzt. Im Oktober desselben Jahres wurde am Schacht 2 die Förderung aufgenommen. Im Jahr darauf wurde am Schacht 2 eine Kokerei in Betrieb genommen. Im Jahr 1878 wurden am Schacht 2 die Teufarbeiten wieder aufgenommen und der Schacht wurde tiefer geteuft. Bedingt durch die schwere Wirtschaftskrise im Ruhrbergbau beschlossen die Aktionäre im selben Jahr, die Bergwerks-Gesellschaft Dannenbaum in eine tausendteilige Gewerkschaft neuen Rechtes umzuwandeln. Dadurch war es nun wieder möglich, durch Zubußen an fehlendes Kapital für Betriebsmittel zu kommen.
Im Jahr 1879 wurde im Schacht 2 bei einer Teufe von 218 Metern (- 97 m NN) die 3. Sohle angesetzt. Außerdem wurde ein Durchschlag mit Schacht I erstellt. Im Jahr 1880 soffen an Schacht I die Grubenbaue auf der 3. Sohle ab und mussten anschließend gesümpft werden. Im Jahr 1882 soffen die Grubenbaue ein weiteres Mal ab und wurden erneut gesümpft. Im Jahr darauf wurden die Teufarbeiten an Schacht I wieder aufgenommen und der Schacht wurde tiefer geteuft. Im Jahr 1884 wurde bei einer Teufe von 348 Metern (- 228 m NN) die 4. Sohle angesetzt. Im Jahr 1885 wurden die Teufarbeiten an Schacht 2 wieder aufgenommen und der Schacht wurde tiefer geteuft. Im Jahr darauf wurde im Schacht 2 bei einer Teufe von 334 Metern (- 212 m NN) die 4. Sohle angesetzt und ein Durchschlag zur Zeche Friederika erstellt. Im Jahr 1887 wurde auf der 4. Sohle ein Durchschlag zwischen dem Baufeld Dannenbaum I und Dannenbaum II erstellt. Im Jahr 1888 wurde unter Tage neben Schacht I ein Wetterschacht von der 3. Sohle zur 4. Sohle abgeteuft. Im Jahr 1889 wurde auf dem Baufeld Dannenbaum I mit den Teufarbeiten für einen weiteren Schacht begonnen. Bei diesem Schacht handelte es sich um den bereits vorher von der 3. Sohle geteuften Wetterschacht. Der Schacht wurde von über Tage geteuft und von der 4. Sohle tiefer geteuft. Der Schacht erhielt den Namen Schacht Hugo. Im selben Jahr wurde die Zeche Friederika übernommen und Friederika 1 wurde umbenannt in Dannenbaum III. Friederika 2 wurde umbenannt in Dannenbaum IV. Die Zeche blieb aber zunächst noch eigenständig in Betrieb. Nachdem die Wirtschaftskrise im Ruhrbergbau weitgehend überstanden war, wurde die tausendteilige Gewerkschaft noch im selben Jahr wieder in eine Aktiengesellschaft mit dem Namen Aktiengesellschaft Zeche Dannenbaum zurückgewandelt.

### Die Zeit nach der Wirtschaftskrise
Im Jahr 1890 wurde auf dem Betriebsteil Dannenbaum I der Wetterschacht bis zur 2. Sohle in Betrieb genommen. Im gleichen Jahr wurde die Zeche Prinz Regent erworben und umbenannt in Dannenbaum V. Das Bergwerk blieb aber weiterhin eigenständig in Betrieb. Im darauffolgenden Jahr wurde im Wetterschacht bei einer Teufe von 500 Metern (- 380 m NN) die 5. Sohle angesetzt. Außerdem wurde der Schacht 2 tiefer geteuft und wurde mit Friederika durchschlägig. Es wurde das Feld Drusenberg erworben und an Prinz Regent abgegeben. Des Weiteren wurde in diesem Jahr die Eisensteinförderung aus dem Feld Friederica übernommen. Zusätzlich wurde begonnen, mit den Berechtsamen Friederika und Prinz Regent die 5. Sohle als Einheitssohle auszurichten. Im Jahr 1892 wurde auf dem Betriebsteil Dannenbaum I im Wetterschacht die Bergfeste zwischen der 2. Sohle und der 3. Sohle durchbrochen. Durch diese Maßnahme war der Wetterschacht nun bis zur 5. Sohle fertig. Im Jahr 1893 wurden die Teufarbeiten am Schacht 1 wieder aufgenommen und der Schacht wurde tiefer geteuft. Im Jahr darauf war der Schacht bis der 5. Sohle erstellt. Am 8. Juni desselben Jahres kam es bei der Seilfahrt zu einem Unglück, bei dem drei Bergleute getötet wurden. Im Jahr 1895 kam es im Baufeld Dannenbaum II zu starken Wasserzuflüssen. Aus alten Stollen und Klüften strömten bis zu 16 m3 pro Minute Grubenwasser in die offenen Grubenbaue. Im Jahr darauf ging auf dem Betriebsteil Dannenbaum I der Wetterschacht zu Bruch. Außerdem brannten auf dem Betriebsteil die Kokerei und die Kohlenwäsche mit Separationsanlage ab. Im Jahr 1897 wurde am Schacht 1 ein neuer Grubenlüfter System Rateau in Betrieb genommen. Auf der Kokerei wurde eine Koksofenbatterie erneuert und eine Teer- und Ammoniakfabrik in Betrieb genommen. Eine Benzolfabrik war zu diesem Zeitpunkt noch in Bau. Auf dem Betriebsteil Dannenbaum II wurde eine neue Wäsche mit Separationsanlage in Betrieb genommen.
Am 23. Mai des Jahres 1897 wurde eine neue Verladestation fertiggestellt. Auf Friederika wurde ein neuer Grubenlüfter System Rateau in Betrieb genommen. Dadurch konnte die Bewetterung im Baufeld II von Friederika deutlich verbessert werden. Der Lüfter konnte zusätzlich auch die Abwetter aus dem Baufeld Dannenbaum mit absaugen. Unter Tage wurde mit dem südlichen Querschlag bei einer Auffahrungslänge von 300 Metern eine Störung durchörtert. Im Jahr 1898 wurde im Feld Friederica die Förderung von Eisenstein eingestellt. Im selben Jahr wurde das Feld Eulenbaum gekauft. Das Feld war unterhalb der Stollensohle unverritzt und hatte eine Fläche von 0,7 km2. Außerdem wurde in diesem Jahr mit den Teufarbeiten für einen neuen Wetterschacht begonnen. Der Schacht erhielt den Namen Schacht Eulenbaum. Er wurde im Feld Eulenbaum in Steinkuhl westlich der Berger Höfe angesetzt. In diesem Jahr waren auf dem Baufeld Dannenbaum I zehn Flöze in Verhieb, die Mächtigkeit dieser Flöze lag zwischen 0,6 und 3,0 Metern. Vier der in Bau befindlichen Flöze waren mit reiner Kohle, die restlichen sechs Flöze hatten einen Bergeanteil von 0,1 bis zu 1,5 Metern. Auf Dannenbaum II waren sieben Flöze in Bau, die Mächtigkeit dieser Flöze lag bei 0,6 bis 2,0 Metern. Fünf der Flöze hatten reine Kohle, zwei hatten einen Bergeanteil von 0,1 bis 1,0 Metern. Im Jahr 1899 ging das Bergwerk in das Eigentum der Aktiengesellschaft für Eisen- und Kohlenindustrie Differdingen-Dannenbaum über. Noch im Jahr 1899 wurde im Wetterschacht bei einer Teufe von 42 Metern (+ 69 m NN) die 1. Sohle und bei einer Teufe von 80 Metern (+ 31 m NN) die 2. Sohle angesetzt. Im Jahr 1900 wurde im Schacht Eulenbaum bei einer Teufe von 205 Metern (- 94 m NN) die 3. Sohle angesetzt. Der Schacht wurde noch im selben Jahr als Wetterschacht in Betrieb genommen. Es wurde ein Durchschlag zum Schacht 1 erstellt. Außerdem wurden in diesem Jahr die Felder Christiansburg und Gottessegen von der Zeche Julius Philipp gekauft.

### Die weiteren Jahre
Im Jahr 1901 ging die Zeche Dannenbaum in den Besitz der Deutsch-Luxemburgischen Bergwerks- und Hütten-AG über. Ab diesem Jahr wurden auf der Zeche Dannenbaum eine Reihe von Versuchen zur Verbesserung der Wasserhaltung und der damit verbundenen Pumpensysteme durchgeführt. Im Jahr darauf wurde der Schacht Eulenbaum mit der 4. Sohle durchschlägig. Außerdem wurde ein Durchschlag mit dem Baufeld Dannenbaum I erstellt. Im Baufeld Dannenbaum II wurde über einen Blindschacht bei einer Teufe von 630 Metern (- 508 m NN) die 7. Sohle angesetzt. Diese Sohle war eine einheitliche 7. Sohle mit den Zechen Friedlicher Nachbar und Prinz Regent. Im selben Jahr wurde die 5. Sohle ins Feld Friederica aufgefahren. Im Jahr 1903 wurde das Feld Gottessegen aufgeschlossen und im Schacht Eulenbaum mit der Förderung begonnen. Am 9. Mai des Jahres 1905 kamen bei einer verbotenen Seilfahrt fünf Bergleute ums Leben. Im selben Jahr wurde eine Seilbahn zwischen den Betriebsteilen Dannenbaum I und Dannenbaum II errichtet. Aufgrund von starken Wassereinbrüchen brach die Förderung auf dem Bergwerk im Frühjahr des Jahres 1906 auf einen extrem niedrigen Wert ein. Durch den Produktionsausfall kam es auf dem Bergwerk zu einem starken Rückgang der Beschäftigten. 400 Bergleute kündigten auf Dannenbaum und suchten sich eine Arbeit in anderen Betrieben. Im selben Jahr wurde der Betriebsteil Dannenbaum II als Förderstandort stillgelegt. Der Schacht blieb aber für die Wetterführung und die Wasserhaltung sowie für die Seilfahrt weiterhin in Betrieb. Auch die Kokerei blieb weiterhin in Betrieb. Unter Tage wurde eine neue Wasserhaltung mit elektrisch betriebenen Pumpen installiert. Der Schacht 1 wurde nach der Außerbetriebnahme von Betriebsteil Dannenbaum II als Zentralförderschacht eingesetzt, die Förderung erfolgte nur noch für den Eigenbedarf. Auf Dannenbaum II wurden noch im selben Jahr die meisten Tagesanlagen abgerissen. Da die Kokerei aufgrund des Förderrückganges nicht mehr mit genügend eigener Kohle versorgt werden konnte, regte der damalige Vorstandsvorsitzende Hugo Stinnes an, teilweise Kokskohlen zuzukaufen damit die Qualität des erzeugten Koks gewahrt bleiben würde.
Im Jahr 1907 wurde das Grubenfeld und der Hauptteil der Förderung von Friederika übernommen. Außerdem wurde im Baufeld Dannenbaum I ein Blindschacht ab der 5. Sohle geteuft. Im Jahr darauf wurde im Blindschacht bei einer Teufe von 631 Metern (- 511 m NN) die 7. Sohle angesetzt. Im Jahr darauf wurde das Baufeld Dannenbaum IV an die Zeche Prinz Regent abgegeben. Außerdem wurde der Wetterschacht auf dem Betriebsteil Dannenbaum I verfüllt und mit einem größeren Schachtdurchmesser neu geteuft. Der Schacht wurde in Schacht Hugo umbenannt. Im Jahr 1910 wurde Schacht Hugo Hauptförderschacht, die Förderung erfolgt ab der 5. Sohle. Im darauffolgenden Jahr wurden die Teufarbeiten an Schacht 1 wieder aufgenommen und der Schacht wurde tiefer geteuft. Der Schacht 2 wurde im selben Jahr bis zur 7. Sohle in Betrieb genommen. Im Jahr 1912 wurde Schacht 1 bis zur 7. Sohle durchschlägig. Außerdem wurde auf der 7. Sohle ein Durchschlag zwischen den Feldern Dannenbaum I und Dannenbaum II erstellt. An der Vormholzstraße wurde ein Wetterschacht mit einer Teufe von 66 Metern bis über Tage als Aufbruch erstellt. Im Jahr 1914 wurde auf der 7. Sohle ein Durchschlag mit der Zeche Prinz Regent erstellt. Im Oktober desselben Jahres wurde eine Brikettfabrik in Betrieb genommen. Im darauffolgenden Jahr wurde die Brikettfabrik wieder außer Betrieb genommen. Im Jahr 1918 wurde der Schacht Eulenbaum als Förderschacht außer Betrieb genommen. Außerdem wurde der Wetterschacht aus dem Jahr 1912 stillgelegt. Im Jahr darauf wurde die Kokerei auf dem Betriebsteil Dannenbaum II stillgelegt. Im Jahr 1920 wurde auf dem Betriebsteil Dannenbaum I die Brikettfabrik wieder in Betrieb genommen. Außerdem wurde in die Schachtscheibe von Schacht Hugo ein Gesenk von der 7. Sohle geteuft. Vom Juli bis Ende Dezember wurde der Betrieb des Bergwerks eingestellt, Grund für diese Maßnahme war die Besetzung der Ruhr. Im Jahr 1924 wurde die Förderung aufgrund von Absatzmangel zurückgefahren. Auf Dannenbaum I wurde im Gesenk in der Schachtscheibe Schacht Hugo bei einer Teufe von 816 Metern (- 696 m NN) die 8. Sohle angesetzt. Im Jahr 1926 war Schacht Hugo bis zur 8. Sohle durchschlägig und ging bis zu dieser Sohle in Förderung. Im selben Jahr wurde die Seilfahrt in Schacht Eulenbaum eingestellt, der Schacht diente nur noch als Wetterschacht. Im selben Jahr wurde die Vereinigte Stahlwerke AG gegründet. Die Deutsch-Luxemburgische Bergwerks- und Hütten-AG brachte ihrerseits die Zeche Dannenbaum mit in die neu gegründete Vereinigte Stahlwerke AG mit ein.

### Die letzten Jahre
Am 1. April des Jahres 1927 wurde die Brikettfabrik stillgelegt. Im darauffolgenden Jahr wurde der Schacht 2 bis zur 7. Sohle in Betrieb genommen. Am 1. März des Jahres 1931 wurde die Brikettfabrik wieder in Betrieb genommen. Im Jahr 1935 wurden im Feld Friederica erneute Ausrichtungsarbeiten getätigt, um die dort vorhandenen Eisensteinvorräte abzubauen. Das Baufeld hatte eine Größe von 8,5 km2. Im Jahr darauf wurde im Feld Friedrica erneut mit dem Abbau von Kohleneisenstein begonnen. Die Förderung des Eisensteins erfolgte über den Schacht Friederica 1. Im Jahr 1944 wurde der Schacht Eulenbaum bis zur 7. Sohle in Betrieb genommen. Im Jahr 1945 wurde gegen Ende des Zweiten Weltkriegs die Brikettfabrik stillgelegt. Im Mai desselben Jahres wurde der Abbau von Kohleneisenstein im Feld Friederica endgültig beendet. Im Jahr 1956 wurde auf der 7. Sohle ein Durchschlag zur Zeche Prinz Regent erstellt. Die Verbindungsstrecke zwischen beiden Bergwerken hatte eine Länge von 3,4 Kilometern. Im Jahr 1958 wurde die Förderung auf den Schächten der Zeche „Dannenbaum“ eingestellt. Die Zeche Dannenbaum wurde mit der Zeche „Prinz Regent“ zusammengelegt.

## Förderung und Belegschaft
| Jahr | Belegschaft | Steinkohlen- Fördermenge [Tonnen]   | Referenzen & Bemerkungen                                               |
| ---- | ----------- | ----------------------------------- | ---------------------------------------------------------------------- |
| 1755 | 005         |                                     |                                                                        |
| 1805 |             | 003.376                             |                                                                        |
| 1808 |             | 004.566                             |                                                                        |
| 1830 | 0022–35     | 003.425 (62.265 Scheffel)           | Annahme: 55 kg/Scheffel; siehe Scheffel im Bergbau                     |
| 1835 |             | 000.847 (15.402 Scheffel)           | Annahme: 55 kg/Scheffel; siehe Scheffel im Bergbau                     |
| 1840 |             | 005.636                             |                                                                        |
| 1860 | 0052        | 000.234                             | [ 1 ]                                                                  |
| 1865 | 0300        | 062.840 (314.199 Preußische Tonnen) | ; Annahme: 200 kg/Preussische Tonne; siehe Preußische Tonne im Bergbau |
| 1870 | 0458        | 107.698                             |                                                                        |
| 1875 | 0825        | 156.037                             | ; Auf dem Bergwerk wurden qualitativ gute Fettkohlen gefördert.        |
| 1880 | 0908        | 253.503                             |                                                                        |
| 1890 | 1176        | 296.810                             |                                                                        |
| 1900 | 1478        | 320.146                             |                                                                        |
| 1910 | 3091        | 727.211                             | Maximale Förderungleistung des Bergwerkes.                             |
| 1920 | 2418        | 365.907                             |                                                                        |
| 1930 | 0997        | 305.170                             |                                                                        |
| 1940 | 1153        | 352.800                             | Zusätzlich wurde eine nicht bezifferte Menge an Eisenerz gefördert.    |
| 1950 | 1457        | 273.320                             |                                                                        |
| 1957 | 1548        | 239.500                             | [ 1 ]                                                                  |
| 1959 |             |                                     | Betriebsende                                                           |

## Was geblieben ist
Nach der Stilllegung des Bergwerks verkaufte die Gelsenkirchener Bergwerks AG das Bergwerksgelände der Zeche Dannenbaum an die Stadt Bochum. Die Stadt Bochum wiederum verkaufte 1960 das Gelände an die Adam Opel AG. Auf dem Zechengelände von der Schachtanlage Dannenbaum I im Ortsteil Laer befand sich bis 2014 das Bochumer Werk I der Adam Opel GmbH. Für den Bau des Opel-Werks wurden fast alle Bauten der Zeche Dannenbaum abgebrochen. Das ehemalige Verwaltungsgebäude und Lohnbüro der Zeche Dannenbaum ist heute noch erhalten. Das Zechengelände der Schachtanlage Dannenbaum II nutzt heute ein Schrotthändler. Von der Schachtanlage Eulenbaum sind nur noch einige Halden zu sehen, es gibt ferner die Eulenbaumstraße und auf dem Gelände der Schachtanlage Friederica sind Bürogebäude entstanden. Die angrenzende Haldenfläche wurde zu einem kleinen Park umgestaltet.